# Zakłady internetowe
Treść tego artykułu należy opracować w taki sposób, aby nie uwypuklała nadmiernie polskiej specyfiki / aby nie zawężała się tylko do polskich warunków
 Po wyeliminowaniu niedoskonałości należy usunąć szablon [[Szablon:Dopracować|]] z tego artykułu.
Zakłady internetowe – odmiana zakładów bukmacherskich zawieranych pomiędzy graczem a bukmacherem przy wykorzystaniu Internetu. Obecnie legalnie działającymi firmami bukmacherskimi, przyjmującymi zakłady przez Internet w Polsce są Totolotek SA, Fortuna, LV BET, forBET zakłady bukmacherskie Sp. z o.o., eToto, Star-Typ Sport, PZBUK, Totalbet, Superbet, eWinner, Fuksiarz, Noblebet, Betcris, Betfan, Betters, BetX, GOBet, Traf i Betclic. Działają one na podstawie licencji udzielonej przez Ministerstwo Finansów.
Znowelizowana ustawa hazardowa została podzielona na dwie części z zaczęła obowiązywać od 1 kwietnia 2017 roku. Według nowej ustawy hazardowej, państwo posiada monopol na organizowanie w internecie gier takich jak ruletka, czy poker. Wyjątkiem są zakłady wzajemne i loterie promocyjne, jednak każdy podmiot musi uzyskać licencję na ich prowadzenie. Każda osoba, która chce korzystać z zakładów w internecie musi zarejestrować swoje konto u wybranego bukmachera podając dane osobowe oraz potwierdzając tożsamość poprzez wysłanie zdjęcia dowodu tożsamości.
Z dniem 1 lipca 2017 roku obowiązuje druga część znowelizowanej ustawy hazardowej. Według jej zapisu, dostawcy internetu mają 48 godzin na zablokowanie dostępu do stron internetowych, które wykorzystują nazwy domen internetowych wpisanych do Rejestru Domen Służących do Oferowania Gier Hazardowych Niezgodnie z Ustawą. Także od 1 lipca 2017 r. dostawcy usług płatniczych nie mogą współpracować z podmiotami, które oferują nielegalnie gry hazardowe na stronach wpisanych do rejestru: z ich stron internetowych będą musiały zniknąć odnośniki, które umożliwiają szybkie wpłaty przy udziale dostawcy usług płatniczych. Docelowa ministerialna strona z rejestrem blokowanych domen znajduje się pod adresem hazard.mf.gov.pl.